# آدام دیوس
آدام دیوس (به انگلیسی: Adam Duce) (زاده ۱۹۷۲) یک موسیقیدان آمریکایی، یکی از بنیان گذاران و نوازنده گیتار بیس پیشین گروه ترش/گروو متال مشین هد می‌باشد.